# Edwin Ávila
Edwin Alcibiades Ávila Vanegas (Cali, 21 november 1989) is een Colombiaans wielrenner, die zowel het baan- en het wegwielrennen combineert. Op 31 mei 2021 testte Ávila positief bij een out-of-competition-controle. Hij werd betrapt op het middel boldenone, een anabole steroïde. Hij werd geschorst tot juli 2024. 

## Biografie
Ávila werd op 21 november 1989 geboren in Cali, de hoofdstad van het departement Valle del Cauca in het zuiden van Colombia. Hij begon op zijn zesde met fietsen. In 2007 won hij zijn eerste prijs bij het wereldkampioenschap baanwielrennen voor junioren. Samen met zijn partner Jaime Ramirez won de bronzen medaille op de koppelkoers.
In 2008 won Ávila op de Pan-Amerikaanse kampioenschappen baan- en wegwielrennen een gouden medaille op het op het onderdeel ploegenachtervolging. Tijdens de Zuid-Amerikaanse Spelen van 2010 won hij eveneens op de ploegenachtervolging de gouden medaille. Ook won hij zilver op de puntenkoers. Tijdens de Pan-Amerikaanse kampioenschappen baan- en wegwielrennen van dat jaar verbeterde Ávila het wereldrecord op de ploegenachtervolging. Voor het eerst ging er een team onder de vier minuten. Een jaar later, in 2011, werd hij wereldkampioen op de puntenkoers in Apeldoorn. Hij won dat jaar tevens de gouden medaille op de puntenkoers en de ploegenachtervolging tijdens de Pan-Amerikaanse baan- en wegwielren kampioenschappen.
In 2012 deed hij mee aan de Olympische Spelen op het onderdeel ploegenachtervolging. Samen met zijn ploeg eindigde hij op de achtste plaats. In 2013 tekende Ávila een contract bij Colombia, waarvoor hij in zijn debuutjaar de Ronde van Italië mocht rijden.

## Baanwielrennen

### Palmares
| Jaar     | CK                                         | P-AK                                            | WK          | OS       | WB                              | Overig |          |          |
| Junioren | Junioren                                   | Junioren                                        | Junioren    | Junioren | Junioren                        | Junioren | Junioren | Junioren |
| -------- | ------------------------------------------ | ----------------------------------------------- | ----------- | -------- | ------------------------------- | --- | -------- | -------- |
| 2007     |                                            |                                                 | ploegkoers  |          |                                 | |          |          |
| Elite    |                                            |                                                 |             |          |                                 | |          |          |
| 2008     | ploegenachtervolging                       | ploegenachtervolging                            |             |          | WB Cali: · ploegenachtervolging | |          |          |
| 2009     |                                            |                                                 |             |          | WB Cali: · ploegenachtervolging | |          |          |
| 2010     | ploegkoers · ploegenachtervolging          | ploegenachtervolging                            |             |          | WB Cali: · ploegenachtervolging | Zuid-Amerikaanse Spelen: · ploegenachtervolging · puntenkoers · Centraal-Amerikaanse en Caraïbische Spelen: · ploegenachtervolging · achtervolging |          |          |
| 2011     |                                            | ploegenachtervolging · puntenkoers · ploegkoers | puntenkoers |          | WB Cali: · puntenkoers          | Pan-Amerikaanse Spelen: · ploegenachtervolging |          |          |
| 2012     |                                            |                                                 |             |          | WB Cali: · ploegenachtervolging | |          |          |
| 2013     |                                            |                                                 |             |          |                                 | |          |          |
| 2014     |                                            |                                                 | puntenkoers |          |                                 | Zuid-Amerikaanse Spelen: · ploegenachtervolging |          |          |
| 2015     |                                            |                                                 |             |          |                                 | |          |          |
| 2016     | ploegkoers                                 |                                                 |             |          |                                 | |          |          |
| 2017     | ploegkoers · ploegenachtervolging          | ploegkoers · puntenkoers                        |             |          |                                 | |          |          |
| 2018     | ploegkoers                                 |                                                 |             |          |                                 | Centraal-Amerikaanse en Caraïbische Spelen: · omnium · ploegkoers · ploegenachtervolging                                                           |          |          |
| 2019     | ploegkoers · ploegenachtervolging · omnium |                                                 |             |          |                                 | |          |          |

## Wegwielrennen

### Overwinningen
2016
 Colombiaans kampioen op de weg, Elite
2017
1e en 4e etappe Ronde van Taiwan
Puntenklassement Ronde van Taiwan
4e etappe Ronde van Azerbeidzjan
Puntenklassement Ronde van Azerbeidzjan
Puntenklassement Ronde van Korea
1e etappe Sibiu Cycling Tour
2018
3e etappe Ronde van Taiwan
2019
4e etappe Ronde van Rwanda
1e etappe Ronde van Cova da Beira
Eindklassement Ronde van Cova da Beira

### Resultaten in voornaamste wedstrijden
| Jaar | Ronde van Italië | Ronde van Frankrijk | Ronde van Spanje |
| ---- | ---------------- | ------------------- | ---------------- |
| 2013 | 164e             |                     |                  |
| 2014 | buiten tijd      |                     |                  |
| 2015 |                  |                     |                  |
| 2016 |                  |                     |                  |
| 2017 |                  |                     |                  |
| 2018 |                  |                     |                  |
| 2019 |                  |                     |                  |

| Jaar | Milaan-San Remo | Ronde van Lombardije | Waalse Pijl |  | WK op de weg |
| ---- | --------------- | -------------------- | ----------- |  | ------------ |
| 2013 |                 |                      | opgave      |  |              |
| 2014 |                 |                      | 92e         |  |              |
| 2015 | 154e            |                      |             |  | opgave       |
| 2016 |                 |                      |             |  | opgave       |
| 2017 |                 |                      |             |  |              |
| 2018 |                 |                      |             |  |              |
| 2019 |                 | opgave               | opgave      |  |              |

## Ploegen
- 2013 –  Colombia
- 2014 –  Colombia
- 2015 –  Colombia
- 2016 –  Team Illuminate
- 2017 –  Team Illuminate
- 2018 –  Israel Cycling Academy
- 2019 –  Israel Cycling Academy
- 2020 –  Israel Cycling Academy continental team
- 2021 –  Burgos-BH

Ávila · Cano · Castiblanco · Díaz · Duarte · Duque · Martínez · Molano · Pantoja · Paredes · Pedraza · Quintero · B.Ramírez · C.Ramírez · Rubiano · Sarmiento · Torres · Valencia · Barón (stagiair)
Ávila · Boivin · Dempster · Díaz · Earle · Enger · Gebremedhin · O. Goldstein · R. Goldstein · Hermans · Jensen · Lemus · Neilands · Niv · Perry · Plaza · Räim · Sagiv · Sbaragli · Schreurs · Turek · Williams · van Winden · Yechezkel